# Pierre Aymé
Pour les articles homonymes, voir Aymé.
Pierre Aymé (ou en transcription ancienne Pierre Aymon) (~1310 - 1372) est le 79e évêque d'Auxerre de 1362 à sa mort.

## Famille
Pierre Aymé est issu de la maison d'Aigueperse dans le comté d'Auvergne. Il est le fils de Durand Aymé, seigneur de Lignat, riche bourgeois de Clermont-Ferrand et de son épouse née d'Audebrand.
Par sa mère il est le neveu d'Étienne Aldebrand, évêque de Saint-Pons (1345-1348) puis archevêque d'Arles (1348-1350) et de Toulouse (1350-1361).
Son frère Robert Aymé des Roches est l'auteur d'une grande famille du Puy-de-Dôme : les Aymé des Roches de Noyant. Créée comte de Noyant sous Louis XVI (2e partie du XVIIIe siècle), cette famille très conservatrice de royalistes légitimistes comptera dans ses membres plusieurs éminents contre-révolutionnaires.

## Biographie
Pierre Aymé naît à Aigueperse vers 1310[réf. souhaitée]. Neveu du prélat Étienne Aldebrand, il est élevé à la cour pontificale d'Avignon. 
Il est docteur ès lois (droit coutumier ou droit civil, et droit canon) et chanoine de la cathédrale Notre-Dame-de-l'Assomption de Clermont. En 1362 Pierre est nommé sous-diacre d'office d'Urbain V nouvellement élu (1362-1370).

### Évêque d'Auxerre

#### Élection, installation, serment d'obéissance à l'archevêque
Jean Germain 78e évêque d'Auxerre (1361–1362), décède le 7 septembre 1362. Le chapitre d'Auxerre reçoit du roi Jean II le Bon la permission d'élire un nouvel évêque par lettre spéciale datées du 30 octobre 1362. Le chapitre s'assemble le 3 novembre mais 13 chanoines sont absents et l'élection est remise au 24 ou 28 du même mois. Pierre Aymé est choisi, plus exactement accepté d'après la recommandation du pape Urbain V qui, ancien abbé de Saint-Germain, porte à la ville d'Auxerre un vif intérêt. Aymé est le premier prélat nommé par ce pape.
Le 13 mars 1363, il prend possession du siège épiscopal d'Auxerre sans exiger l'application des coutumes : de ceux qui auraient dû être présents, seul le comte d'Auxerre assiste à son installation (selon certains, Jean III de Chalon se fait représenter par son fils aîné Jean IV)[réf. souhaitée]. L'archidiacre de Sens est absent. Il obtient des lettres du roi datées du 10 septembre 1362, selon lesquelles l'évêque peut faire son entrée solennelle sans convoquer ses vassaux. Il prête serment à l'archevêque de Sens le 7 juillet 1367 mais à cette occasion, au lieu de la chape de soie attendue il en présente seulement l'étoffe ; quoiqu'elle soit tissée d'or et de soie, les chanoines de Sens ne l'acceptent qu'après un certain délai.

#### Actes pastoraux
Il donne à la cathédrale, pillée par les troupes de l'anglais Robert Knolles en 1359, un drap d'or pour l'autel.
L'église paroissiale de Betri, ruinée, ne produit plus de revenus pour le pénitencier et les bâtonniers, titulaires de rentes sur cette église ; le 21 février 1366 il autorise ces gens à en travailler la terre afin d'en obtenir une compensation pour les revenus perdus. En 1370 il assure aux chanoines la donation que Jean d'Auxois (év. 1352-1358) leur avait faite de cinq arpents de bois dans la forêt de Roncellis. Mais il cesse de payer ces mêmes chanoines les redevances annuelles en argent et en espèce qui sont dues par l'évêque au chapitre, si bien que les chanoines n'ont d'autre recours que de faire appel au tribunal. Ceci est probablement dû à l’appauvrissement général dans le royaume, consécutif aux guerres avec les Anglais sur le territoire même. Le 2 avril 1365 il signe une reconnaissance de dette de l'évêché envers le chapitre des chanoines.
Cette guerre le fait faire renforcer les châteaux de Régennes et de Villechaul. Il fait réparer la maison épiscopale d'Auxerre et celle de Paris. Le comte d'Auxerre Jean III de Chalon, qui a fait élever une sorte de tour en forme de donjon au bout du pont face à Saint-Gervais, lui cherche chicane pour ses reconstructions ; Pierre obtient en 1363 des lettres du roi déclarant non seulement que l'évêque a droit sur ce lieu, mais aussi que la tour au bout du pont est sur la censive de l'évêché et qu'il est interdit au comte d'élever d'autres bâtiments à cet endroit.
Il a aussi maille à partir avec le comte de Joigny, qui non pour la première fois convoite Varzy. Cette affaire commence sous Henri de Villeneuve, 59e évêque d'Auxerre 1220-1234, avec Gaucher de Joigny faisant construire à portée de main de Varzy une place forte appelée Bequerel, depuis laquelle ses troupes harassent les habitants alentour. Henri de Villeneuve porte plainte à ce sujet auprès du bailliage de Villeneuve-le-Roi, qui ordonne en 1225 de raser le fort. Mais soit le fort n'est subséquemment pas ou pas complètement rasé, soit il est reconstruit à l'occasion de la guerre de Cent Ans. Pierre Aymon obtient de Charles V en 1364 des lettres autorisant la destruction complète de Becquerel.

#### Actes civils
Il est requis pour de nombreuses missions d'ambassade. Entre autres en 1364 (sous Jean le Bon ou Charles V) et 1365 (sous Charles V), le roi de France et le duc de Bourgogne Philippe le Hardi le choisissent comme ambassadeur auprès de l'empereur, en compagnie d'Eudes de Grancey seigneur de Pierre-Pont. En 1368 il est requis avec quelques autres pour une négociation secrète auprès du roi de Hongrie Louis Ier de Hongrie, et y retourne l'année suivante avec Gaucher de Chatillon et Everard de Corbie. Il va en Aragon accompagner Jeanne de France tante de Charles V...
Seigneur des Roches de Coffins (Saint-Ours, Puy-de-Dôme) dès 1361, Pierre Aymé aurait acheté cette seigneurie à Amédée Dauphin d'Auvergne, seigneur de Rochefort et d'Aurières. Il paraît plus probable qu'il la reçoit en héritage à la mort de son oncle Étienne d'Audebrand, archevêque de Toulouse, qui est d'ailleurs inhumé sur ces terres.
Il est anobli par lettres royales du 1er août 1355 avec son frère Robert Aymé.[réf. souhaitée]

### Décès
Il exerce la charge d'évêque jusqu'à sa mort le 2 septembre 1372 au palais épiscopal d'Auxerre. Il est enterré sur le côté gauche du chœur de la cathédrale Saint-Étienne d'Auxerre.
La seigneurie des Roches de Coffins est cédée aux religieux de l'abbaye de Saint-Alyre de Clermont à la mort de Pierre Aymé, mais bien vite Robert Aymé des Roches, frère de l'évêque, conteste cette donation et la récupère grâce à une transaction passée le 24 mars 1381 : les religieux de Saint-Alyre lui abandonnent la terre à condition que lui et ses successeurs payent au monastère la rente annuelle de quarante septiers de froment.